# Ovidiu Covaciu
Ovidiu Covaciu (sinh ngày 3 tháng 9 năm 1990) là một cầu thủ bóng đá người România thi đấu ở vị trí tiền vệ cho Dacia Unirea Brăila. Covaciu ra mắt tại Liga I cho Gaz Metan Mediaș và thi đấu cho các đội bóng ở Liga III như: Arieșul Turda, Avântul Reghin, Metalurgistul Cugir hay Unirea Jucu.